# Roskovec
Roskovec est une municipalité d'Albanie ayant une population de 21 742 habitants en 2011. Sa superficie est de 118.08 km2. Selon le recensement de 2011, la population avant de reforme comptait 4,975 habitants.